# Norrsunda kyrka
Norrsunda kyrka är sockenkyrka i Norrsunda församling i Uppsala stift. Kyrkan är synlig från E4:an mellan Stockholm och Uppsala i närheten av Märsta.

## Kyrkobyggnaden
Norrsunda kyrka är en av Upplands fyra så kallade östtornskyrkor vilket innebär att tornet är placerat i öst, över kor och altare. Kärnkyrkan i gråsten med sitt östtorn färdigställdes under senare delen av 1100-talet. Troligen fanns sedan tidigare en kyrka på platsen. Ursprungliga är koret med absiden och tornet, samt 2/3 av långhuset. Troligen hade korets innertak valv, medan långhusets innertak var ett plant trätak. Först i början av 1400-talet slogs valv i långhuset. Omkring 1450 förlängdes långhuset åt väster och vid södra sidan av denna förlängning uppfördes ett vapenhus i slutet av 1400-talet. Sakristian kan vara samtida med vapenhuset eftersom sakristian och vapenhuset har samma slags takvalv. Möjligen kan sakristian vara äldre än vapenhuset, men att deras takvalv tillkom samtidigt.
År 1633 tillkom det Sparreska gravkoret vid långhusets sydsida. Gravkoret är i rött tegel och uppfördes av Ebba Oxenstierna efter sin man Johan Sparre. Ovanliggande gavelröste av sandsten är uppdelat med kolonner, pilasterställningar och nischer. Mitt i gavelröstet finns en minnestavla som flankeras av statyer symboliserande Tron och Hoppet.
Tornet fick sin nuvarande huv under 1800-talets första hälft.
Ursprungligen hängde kyrkklockorna i tornet. I tornvalvet kan man se hål för repen till klockorna. På 1600-talet byggdes en fristående klockstapel i trä strax väster om kyrkan. 1804 fick stapeln sitt nuvarande utseende.
Kyrkan restaurerades 1902 samt 1954.

## Kalkmålningar
Kyrkans målningar har tillkommit under tre perioder mellan åren 1300 - 1450. Målningarna i korvalvet tillkom på 1300-talet. Vid restaureringen 1954 togs de fram. De består av diagonala bårder som indelar valvet i fyra fält. Mitt i valvet är en slags blomma avbildad. Målningarna i långhusets två östliga valv tillkom i början av 1400-talet. Målningarna i valvet längst till väster tillkom under senare delen av 1400-talet.

## Inventarier
- Äldsta inventariet är den i sandsten tillverkade dopfunten. Sannolikt härstammar den från 1200-talet. Dess datering är dock osäker. Tillhörande dopfat av mässing är ritat av arkitekt Fant och skänkt 1954 av Röda Korskretsen.
- Altaruppsatsen tillkom troligen någon gång 1682 - 1702 då greve Bengt Oxenstierna var herre till Rosersberg. Huvudmotivet är en Kristusskulptur med korsstav. Sedan 1902 står altaruppsatsen i Sparreska gravkoret.
- Predikstolen är från första hälften av 1600-talet och stod ursprungligen i Rosersbergs slottskapell. Den skänktes till kyrkan 1774 av hertig Karl, sedermera kung Karl XIII.
- På norra väggen hänger en oljemålning som är målad på 1500-talet av den nederländske mästaren Martin de Vos. Tavlan skänktes till kyrkan 1774.
- Nuvarande altare i koret med tillhörande altarkrucifix i metall utfört av skulptören Knut Wiholm byggdes 1902.

### Orgel
- 1810 byggde Olof Schwan, Stockholm en orgel med 6 stämmor. Fasaden var ritad av Olof Tempelman. Orgeln stod i Sparreska gravkoret. Orgeln reparerades 1832 och 1882. 1902 flyttades orgeln till ett podium i kyrkans västra del av Åkerman & Lund, Sundbybergs köping.
- 1918 byggde Åkerman & Lund en orgel med 9 stämmor, två manualer och pedal.
- Nuvarande orgel med 17 stämmor är byggd 1963-1964 av Grönlunds Orgelbyggeri i Gammelstad och installerades 1964. Orgeln är mekanisk med slejflådor och har ett tonomfång på 56/30. Fasaden är från 1963. Orgeln står i kyrkans södra sidokor.

| Huvudverk I   | Bröstverk II      | Pedal          | Koppel |
| Rörflöjt 8´   | Gedackt 8'        | Subbas 16´     | I/P    |
| Principal 4'  | Rörflöjt 4'       | Gedackt 8'     | II/P   |
| Spetsflöjt 4' | Principal 2'      | Kvintadena 4'  | II/I   |
| Waldflöjt 2'  | Cymbel III        | Koppelflöjt 2' |        |
| Sifflöjt 1'   | Dulcian 8'        | Fagott 16'     |        |
| Mixtur III-IV | Tremulant         | Rörskalmeja 4' |        |
|               | Crescendosvällare |                |        |

### Webbkällor
- anläggningspresentation
- Norrsunda församling informerar om Norrsunda kyrka